# Еніт Бріґіта
Еніт Бріґіта (нід. Enith Brigitha, 15 квітня 1955) — нідерландська плавчиня.
Призерка Олімпійських Ігор 1976 року, учасниця 1972 року.
Призерка Чемпіонату світу з водних видів спорту 1973, 1975 років.
Призерка Чемпіонату Європи з водних видів спорту 1974, 1977 років.